# Rivierenbuurt (Den Haag)

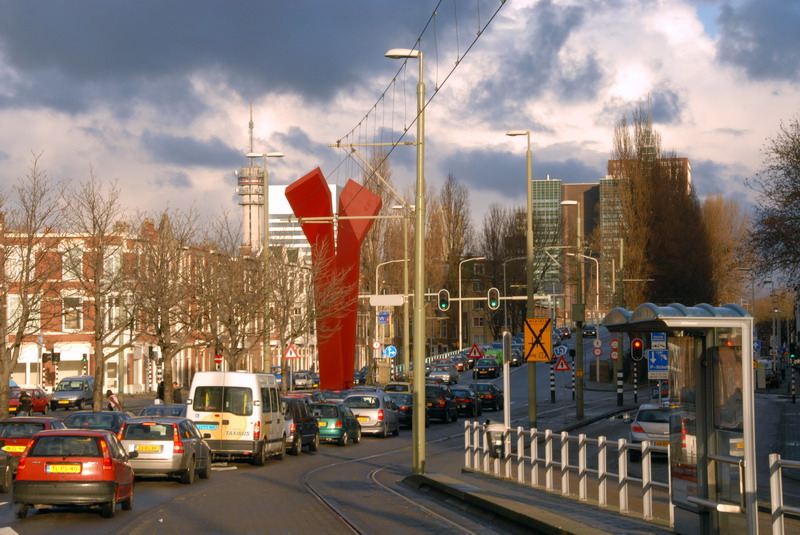
Schenkviaduct, Rivierenbuurt

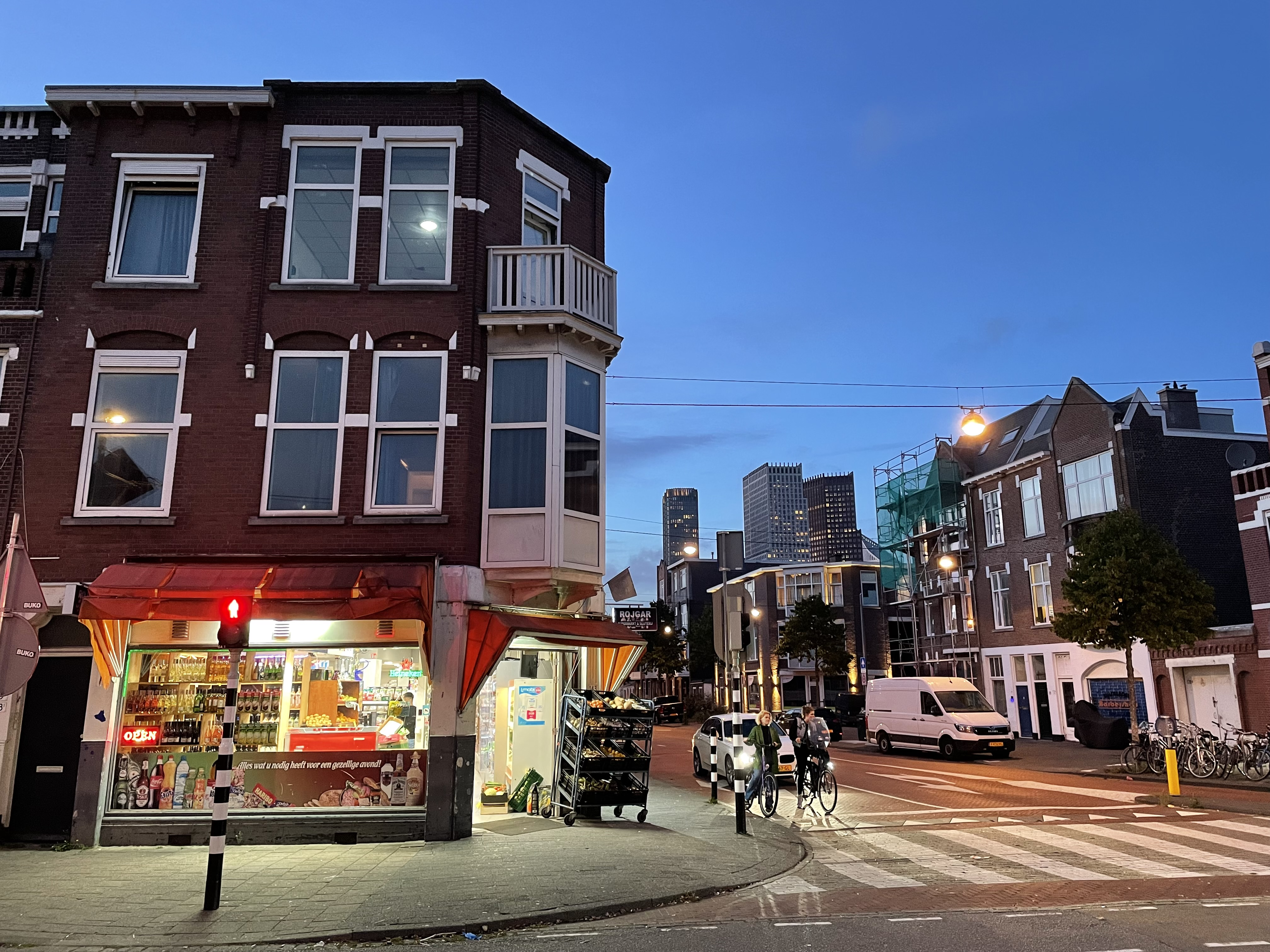
Hoek Pletterijstraat en Weteringkade

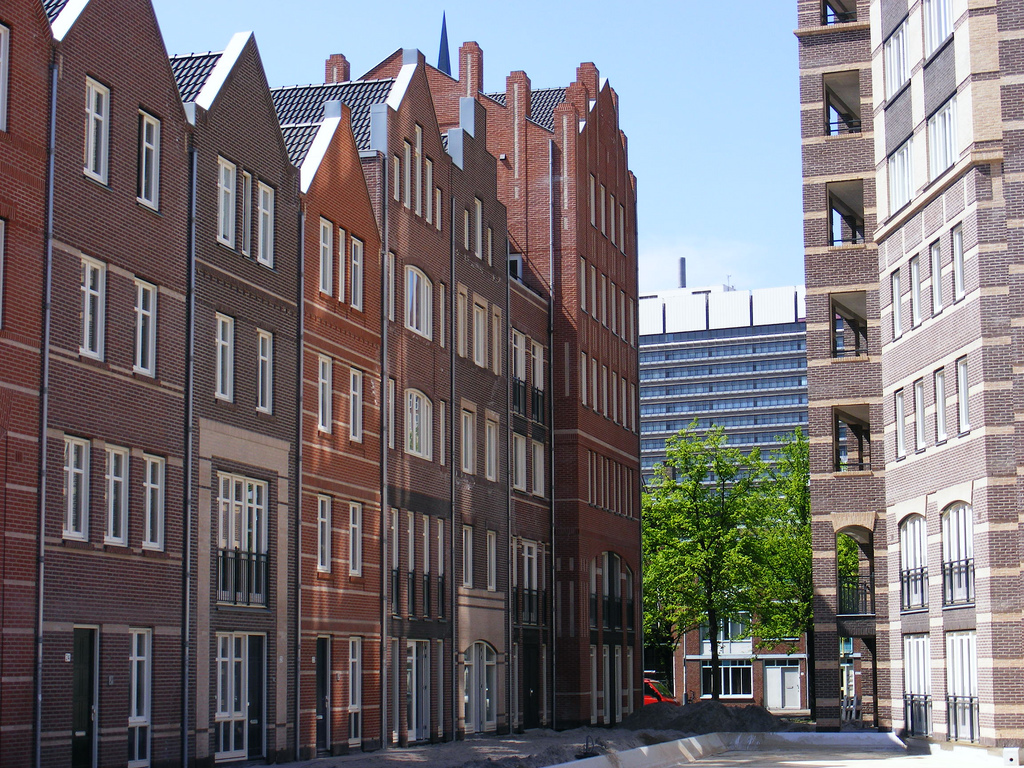
Hillebrant Jacobsplein, 't Haegsch Hof

De Rivierenbuurt-Zuid en Rivierenbuurt-Noord (samen de Rivierenbuurt) zijn buurten in de wijk Stationsbuurt, die weer onderdeel is van het stadsdeel Centrum van Den Haag.

## Ligging
De Rivierenbuurt ligt aan de rand van het centrum van Den Haag, de buurt wordt aan de noordwestzijde begrensd door het Bernhardviaduct en de Schedeldoekshaven, aan het zuidwesten door het Spui en de Haagvliet. Aan de gehele noordoost- en zuidoostzijde loopt de verbindingsbaan tussen Den Haag Centraal en Den Haag Hollands Spoor. De belangrijke wegen in de Rivierenbuurt zijn de Pletterijkade, die fungeert als een van de toegangswegen naar het centrum, de Lekstraat en het Schenkviaduct, dat uitkomt op het Rijswijkseplein. Aan de rand van de buurt vinden veel grootstedelijke ontwikkelingen plaats, waaronder het 43 verdiepingen tellende Strijkijzer (2007), woontoren De Kroon (2011), het nieuwe Ministerie van Buitenlandse Zaken (2017). De wijk krijgt met herontwikkeling van het Spuikwartier en Wijnhavenkwartier een nieuwe impuls door de nieuwe looproute met het centrum via de Nieuwe Haven, die naar verwachting gereed is na 2019.

## Karakter van de buurt
De Rivierenbuurt is een oude volksbuurt met vooral smalle straten, een paar bredere doorgaande wegen – de Pletterijkade, de Lekstraat en het Schenkviaduct – en een aantal grachten, zoals de Uilebomen en de Boomsluiterskade. In de Rivierenbuurt zijn meest eengezinswoningen en portiekwoningen te vinden, er is weinig hoogbouw. Voor winkels, restaurants en uitgaansgelegenheden gaan de inwoners naar het nabijgelegen centrum van Den Haag. De Rivierenbuurt ligt fysiek wat geïsoleerd en is daardoor een typische woonbuurt. Er is vooral kleinschalige bedrijvigheid te vinden, dat is niet altijd zo geweest. Aan de Boomsluiterskade/Christoffel Plantijnstraat stond tot in de jaren negentig van de 20e eeuw de Staatsdrukkerij. Ook was in de Rivierenbuurt-Zuid ooit een bierbrouwerij aan de Zwetstraat en een margarinefabriek aan de Scheepmakersstraat te vinden.
In de Rivierenbuurt zijn zowel koop- als huurwoningen te vinden. De eigendomssituatie in de Rivierenbuurt is in drie delen op te splitsen: Uilebomen, Rivierenbuurt-Noord en Rivierenbuurt-Zuid. In het gebied rond de Uilebomen vinden staan particuliere woningen en huurwoningen, de huurwoningen hier zijn merendeels in bezit van de woningcorporatie Haag Wonen. In de Rivierenbuurt-Noord is zo'n dertig procent van de woningen particulier bezit, de overige woningen zijn in handen van de woningcorporaties Haag Wonen, Staedion, Vestia en DUWO. Net als rond de Uilebomen is Haag Wonen de grootste corporatie. De meeste koopwoningen zijn te vinden in de Rivierenbuurt-Zuid (rond de Weteringkade en het Rijswijkseplein), zeventig procent van de woningen is privaat bezit, de overige huizen worden verhuurd. In dit deel van de buurt is woningbouwcorporatie Vestia de grootste verhuurder. In dit gebied zijn vanaf 2003 veel huizen gebouwd in het hogere prijssegment.
Vanaf 2005 wordt de buurt gerenoveerd, naast renovatie worden er panden gesloopt en vindt er nieuwbouw plaats waaronder hoogbouw. De vernieuwing van de buurt moet de leefbaarheid van de Rivierenbuurt verbeteren.
Ook zijn er plannen om het Schenkviaduct, dat de buurt doorkruist, geheel of deels te vervangen. In de buurt staat het pand van de voormalige bierbrouwerij ‘De Drie Hoefijzers’ (hoek Zwetstraat/Dintelstraat), dit pand heeft een monumentenstatus. Het pand heeft een bijzondere architectuur en verwijst naar het industriële verleden van de Rivierenbuurt. Dat geldt ook voor de voormalige boter- en margarinefabriek aan de Scheepmakersstraat; ook dit pand blijft bewaard. Op het voormalige terrein van de Staatsdrukkerij en -uitgeverij is in 2006-2007 het wooncomplex 't Haegsch Hof verrezen, bestaande uit zo'n 200 woningen en appartementen, ontworpen door de Luxemburgse architect Rob Krier.

## Vogelaarwijk
De wijk Stationsbuurt (inclusief de Rivierenbuurt) werd door het kabinet-Balkenende IV benoemd tot een van de 40 probleemwijken (vogelaarwijken) die extra geld en aandacht nodig hebben. In 2007 schreef de minister voor Wonen, Wijken en Integratie: De Rivierenbuurt is over tien jaar "the Village" van Den Haag, spannend, multicultureel, gezellig en stedelijk. Ook zijn er dan meer sport- en spelplekken en een gevarieerde woningvoorraad." Zoals in alle 'krachtwijken' zet het bestuur in op menging van koop- en huurwoningen waarbij de koopwoningen vallen in de gemiddelde en hogere prijsklasse.

## Demografie
In de Rivierenbuurt woonden in 2008 circa 3.200 mensen. Demografisch maakt de gemeente Den Haag onderscheid tussen de Rivierenbuurt-Noord en Riverenbuurt-Zuid. Rivierenbuurt-Zuid is kleiner en telde in 2008 672 inwoners, in Rivierenbuurt-Noord woonden 2.531 mensen. In de gehele gemeente Den Haag was de verdeling autochtoon/allochtoon in 2008: 53,8% van de bevolking was autochtoon en 46,2% allochtoon. Voor de Rivierenbuurt geldt dat in 2008 55% van de bevolking van allochtone afkomst was en 45% van autochtone afkomst.

## Prostitutie
Rond de Geleenstraat is vanouds een klein prostitutiegebied met raamprostitutie. Rond 2013 waren er plannen om dit te sluiten vanwege overlast voor de buurt. De Geleenstraat is een zijstraat van de Weteringkade.

## Straten
De Rivierenbuurt-Noord omvat de volgende straten: Adriaan Vlackstraat, Ammunitiehaven (deels), Amstelhof, Amstelstraat, Anna van Buerenplein, Bezuidenhoutseweg (deels), Boomsluiterskade, Christoffel Plantijnstraat, Dommelstraat, Geleenstraat, Gouwestraat, Grevelingenveld, Hillebrant Jacobsplein, Hunsestraat, IJsselstraat, Koningin Julianaplein, Lekstraat, Maasstraat, Merwedestraat, Mijdrechtstraat, Oranjebuitensingel, Pletterijkade, Pletterijstraat, Prins Bernhardviaduct (deels), Prinses Irenestraat, Reggestraat, Rijnstraat, Schedeldoekshaven (deels), Scheldeplein, Scheldestraat, Schenkviaduct (deels), Servaas van Rooyenhof, Vechtstraat, Waalstraat, Weteringkade, Weteringplein, Willem Silviusstraat, en de Zaanstraat.

De Rivierenbuurt-Zuid omvat de volgende straten: Binckhorstlaan (deels), Dintelstraat, Eemstraat, Grebbestraat, Lauwersstraat, Scheepmakersstraat, Spaarnedwarsstraat, Spaarneplein, Spaarnestraat, en de Zwetstraat.